# 神秘別墅
神秘別墅（義大利語：Villa dei Misteri）是位於義大利南部龐貝古城遺跡西北400米處的一座保存完好的郊區羅馬別墅遺跡。在79年的維蘇威火山噴發中，神秘別墅雖然被火山灰所覆蓋，但只收到輕微損傷，大部分牆壁和天花板保存完好，特別是壁畫幾乎毫髮無傷。神秘別墅以其精密的壁畫而聞名。可以自龐貝到達神秘別墅。

## 描述
人們通常認為神秘別墅是臥躺餐廳，然而有壁畫的房間可能是女主人的臥室（cubiculum），這表明她是宗教崇拜的成員 。
除了用於用餐和娛樂的精美房間外，別墅還有更多的功能性空間。在挖掘過程中發現一個榨酒器，已在原址修復。對於富裕者而言，生產葡萄酒、橄欖油或其他農產品的區域並不罕見，尤其是許多羅馬菁英在其別墅附近擁有農田或果園。
兩名婦女和一名兒童的屍體在別墅較低的浮石噴發層中被發現，說明他們是在早期階段被埋沒。他們位於農場部分的上層，也像龐貝和赫庫蘭尼姆的其它地區的人一樣製作了石膏模型。在後來較高的浮石噴發層中發現了六具屍體（有一個女孩在入口附近，一個女人，還有四個人在地窖中），表明他們在災難一開始的階段有倖存下來。

## 壁畫
神秘別墅有許多房間，因其中一間房間的畫而得名，這可能是一間餐廳（拉丁語為triclinium），飾有十分精美的壁畫，其年代約為公元前70-60年。儘管壁畫的實際主題存在爭議，但最常見的解釋是，它們描繪了一名婦女加入狄俄倪索斯秘儀的過程，這是一種祕密崇拜，專門針對羅馬人稱為巴克斯的酒神（對應於希臘人的戴歐尼修斯）。成為會員需要舉行特定的儀式，協助辨別這是與酒神有關的場景的關鍵特徵是對酒神侍女的描繪，酒神侍女是酒神的女性追隨者。自公元前六世紀以來的希臘彩陶上，這些信徒經常帶著飛旋的帷幔翩翩起舞，比崇拜傳播給羅馬人時早了幾個世紀。在其它解釋中，最引人注目的是保羅·維恩（Paul Veyn）的解釋，他認為這描繪了一位年輕女子正在經歷婚姻的儀式。

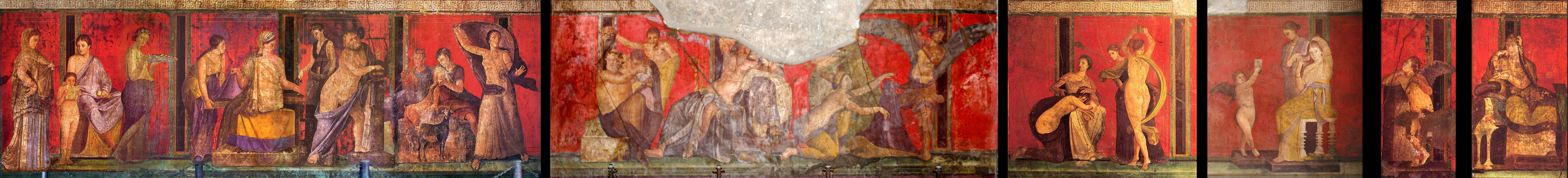
全幅壁畫
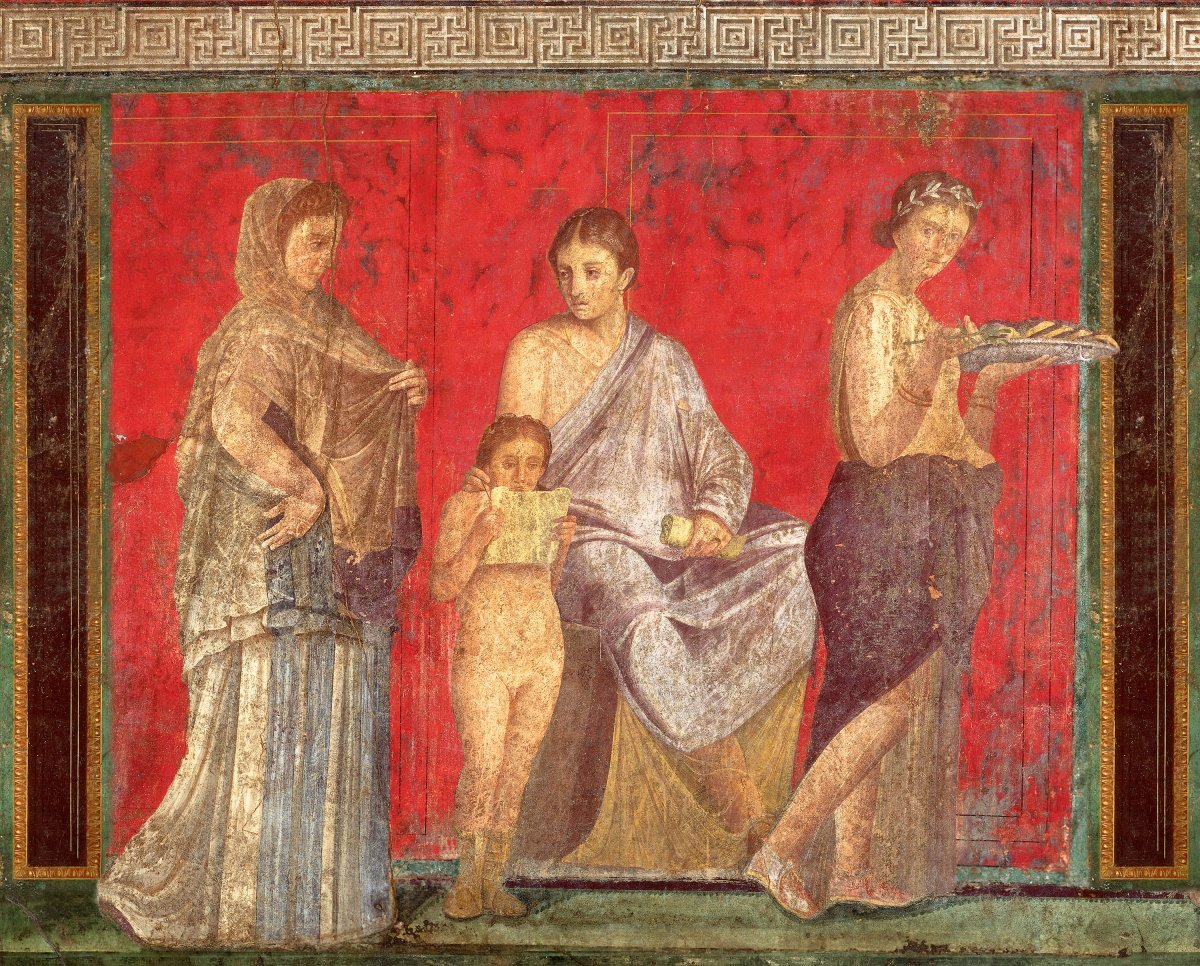
第一幅壁畫描繪了正在新娘神秘儀式上進行誦讀
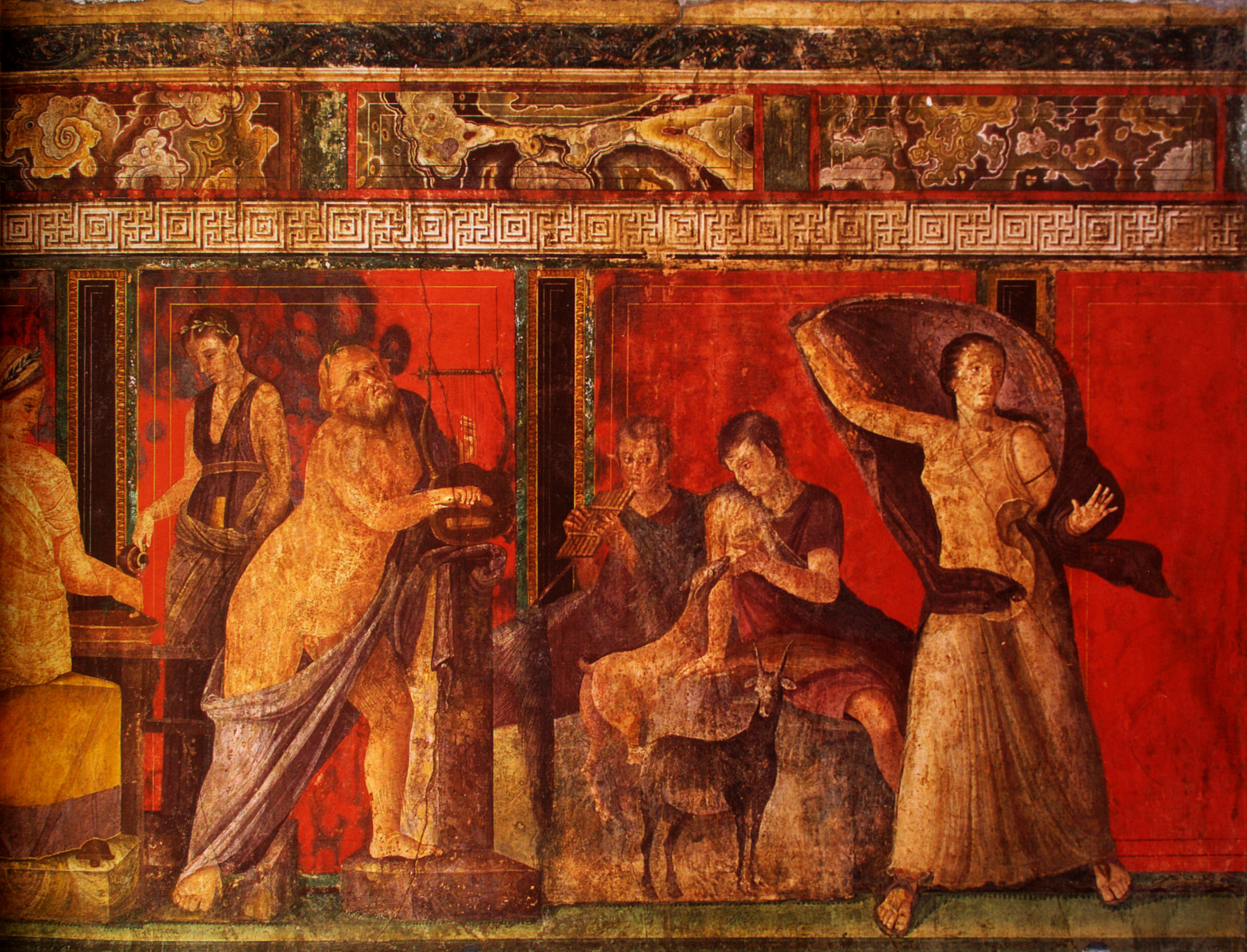
第三幅壁畫，被解釋為代表了開始祭拜的各個階段
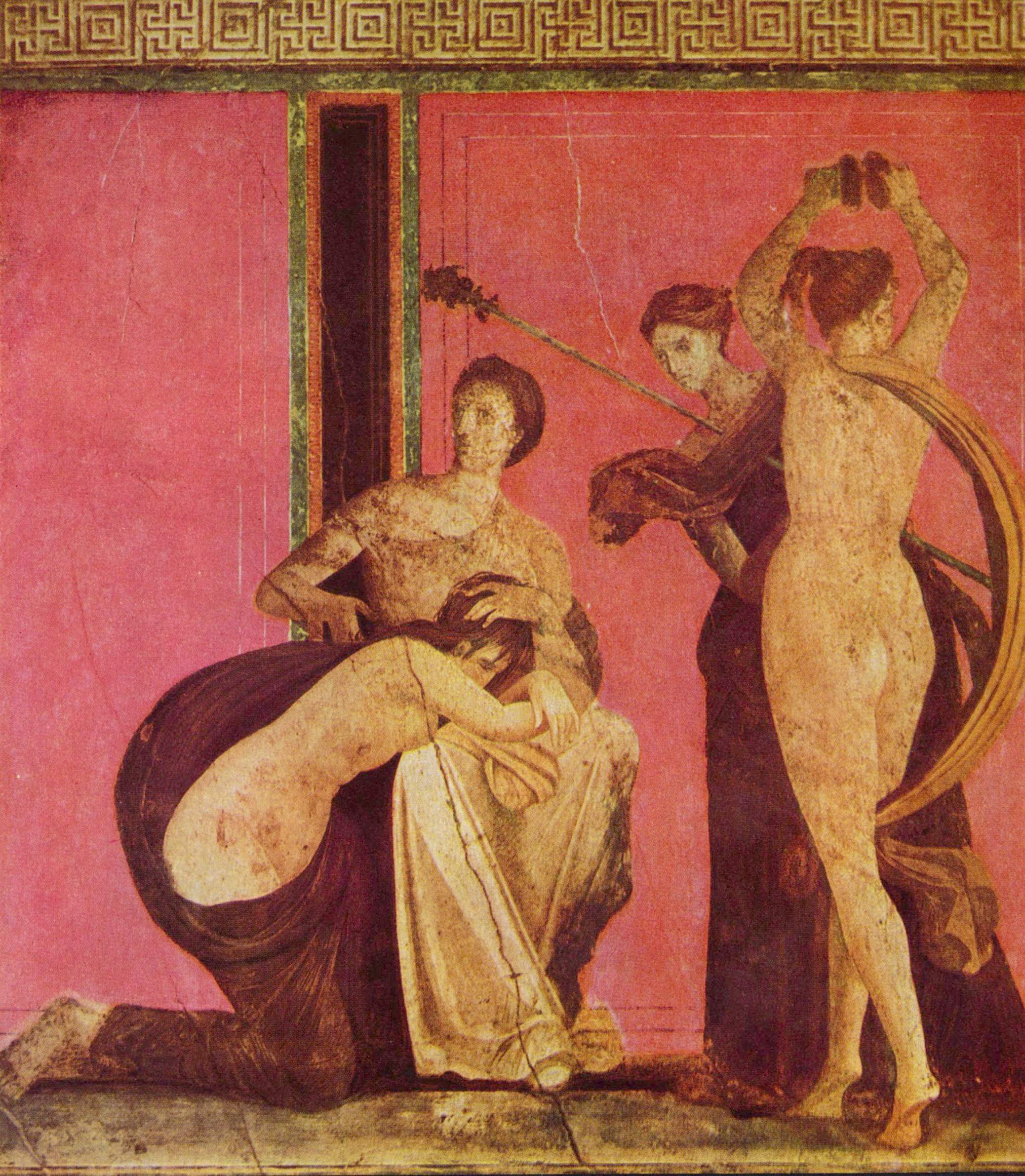
第五幅壁畫描繪了酒神的儀式
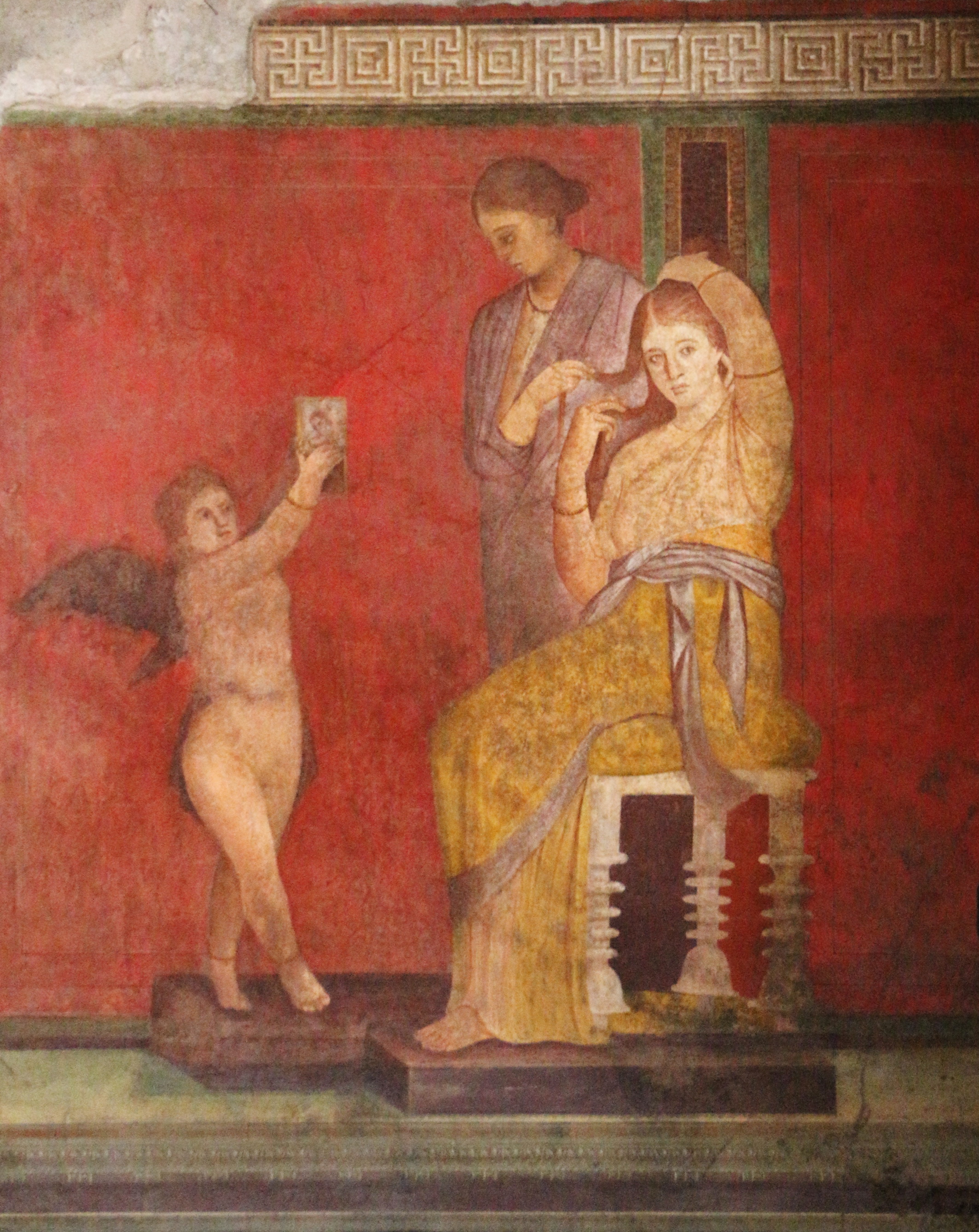
第六幅壁畫描繪了新娘在婚前準備就緒。

## 外部連結
- Preservation of the Villa featured on archaeology.org （页面存档备份，存于）
- Villa of the Mysteries on www.art-and-archaeology.com （页面存档备份，存于）
- Romano-Campanian Wall-Painting (English, Italian, Spanish and French introduction) （页面存档备份，存于）
- Pompeii | Villa of Mysteries （页面存档备份，存于）

40°45′13.3″N 14°28′38.8″E / 40.753694°N 14.477444°E